# Joaquín Figueroa
Joaquín Figueroa Salazar (Temuco, 30 de enero de 1989), es un ex futbolista chileno que desempeñaba sus funciones en la posición de Defensa.

## Trayectoria
Comienza su trayectoria futbolística en las inferiores de Deportes Temuco en el año 2000. En 2005, con 16 años, es citado para integrar el plantel profesional del club, que en aquel año participaba en la Primera División del fútbol Chileno. En aquella temporada participa en el Campeonato de Reserva Fútbol Chileno.
En 2007, manteniendo la militancia en el club Temuquense, consigue su debut profesional bajo el alero del técnico Eduardo Bonvallet, jugando en el campeonato de la Primera B. A fines de este mismo año, se integra a Malleco Unido, participando en la Tercera División, teniendo una positiva campaña, llevando hasta play offs al cuadro Angolino.
Retorna a Deportes Temuco a fines del 2007, club que en aquel entonces vivía el reciente descenso a la Tercera División del fútbol Chileno. Es titular y juega en la mayoría de los partidos disputados en dicha temporada, alcanzando un gran nivel futbolístico junto a su plantel, quienes fueron los Subcampeones del Torneo.
Entre los años 2009 y 2010 integra la nómina de los Preseleccionados Nacionales de Fútbol Chileno.
En 2009 logra el tercer lugar del campeonato de la Tercera División con Deportes Temuco. 
En el año 2010 debido a la no clasificación de D. Temuco a la Segunda fase del Torneo, debe jugar la «Liguilla de Descenso» del cuadro Albiverde en la Tercera División, de la cual salieron punteros por lo cual no bajaron de categoría gracias al gol de Joaquín Figueroa al equipo de Fernández Vial. En la siguiente temporada, del año 2011, siendo el Capitán del equipo, le toca vivir una situación similar, debiendo nuevamente jugar la «Liguilla de Descenso» con el club Temuquense, de la cual salieron segundos por diferencia de goles.
Vuelve al profesionalismo en 2012 junto a Deportes Temuco, club que pasó a integrar en aquel entonces la nueva Segunda División Profesional de Chile. Teniendo un ejemplar desempeño en sus labores defensivas y siendo titular en la gran mayoría de los partidos, logra alcanzar el Subcampeonato del Torneo.
Continuando en Deportes Temuco en el año 2013, logra un destacado desempeño futbolístico dentro del campo de juego y se transforma en una pieza trascendental en el buen rendimiento del equipo. En dicho torneo, D. Temuco finalizó en el 4.º puesto de la tabla de posiciones, teniendo hasta el último partido posibilidades de campeonar, lo que finalmente no se concretó. El 15 de junio de 2013, es confirmado para continuar defendiendo los colores de Deportes Temuco, esta vez en el campeonato de la Primera B, luego que dicho club ascendiera de categoría tras la absorción que realizó a Unión Temuco en  mayo del mismo año.
Aunque en Tercera División también anotó en una ocasión, el 17 de junio de 2013 marca su primer gol en un partido de fútbol profesional, en favor de Deportes Temuco, marcando el triunfo parcial de 2-1 (4-1 final) ante Ñublense por la Copa Chile 2013-14.
A fines del primer semestre de 2014 termina su carrera como futbolista profesional, para dedicarse a los trabajos formativos en la escuela de fútbol de Deportes Temuco filial Villarica, y al año siguiente, también de las categorías varones y damas del Colegio Centenario de Temuco.

## Clubes
| Club            | País  | Año       |
| --------------- | ----- | --------- |
| Deportes Temuco | Chile | 2006-2007 |
| Malleco Unido   | Chile | 2007      |
| Deportes Temuco | Chile | 2008-2014 |